# José Luis Sampedro Sáez
José Luis Sampedro Sáez (Barcelona, 1 de febrer de 1917 – Madrid, 8 d'abril de 2013) fou un escriptor i economista espanyol.

## Biografia
Fill del metge militar Luís Sampedro i Díaz i de Matilde Sáez i Rosi A l'any de néixer, la seva família es va traslladar a Tànger, on va viure fins als 13 anys. El 1936 fou mobilitzat per l'exèrcit republicà en la Guerra Civil espanyola. Més tard es passa a l'exèrcit nacional. Després d'obtenir una plaça de funcionari de duanes a Melilla es trasllada a Madrid, on realitza els seus estudis de ciències econòmiques. Finalitza el 1947 amb Premi Extraordinari. Comença a treballar en el Banc Exterior d'Espanya a més de fer classes en la universitat. El 1955 esdevé Catedràtic d'Estructura Econòmica per la Universitat Complutense de Madrid, ja que ocuparà fins a 1969, compaginant-lo amb diversos llocs en el Banc Exterior d'Espanya. Entre 1969 i 1970, davant les deportacions de catedràtics en la universitat espanyola, decideix fer-se professor visitant a les universitats de Salford i Liverpool. A la seva tornada a Espanya demana l'excedència en la Universitat Complutense i s'incorpora al Ministeri d'Hisenda. El 1976 torna al Banc Exterior d'Espanya. El 1977 és nomenat senador al Senat per designació reial, càrrec que ocuparà fins al 1979.
Paral·lelament a la seva activitat professional com a economista, publica diverses novel·les. Després de la seva jubilació s'ha dedicat a escriure, i ha aconseguit en aquest camp un gran èxit des de la seva novel·la La sonrisa etrusca. El 1990 fou nomenat membre de la Reial Acadèmia Espanyola. En els seus últims anys, lúcid i gairebé centenari, i convertit en un humanista crític de la decadència moral i social d'Occident i del neoliberalisme i les brutalitats del capitalisme salvatge, es va casar amb la poetessa i traductora Olga Lucas, molt més jove que ell.
L'any 2005 rep el Premi Internacional Terenci Moix per la seva trajectòria literària, i el 2008, és condecorat amb la Medalla de l'Orde de Carlemany del Principat d'Andorra. L'any 2011 va escriure el pròleg "Jo també" al manifest Indigneu-vos!, de l'autor alemany Stéphane Hessel, el qual va contagiar més d'un milió i mig de lectors a França. El novembre d'aquell any el Ministeri de Cultura d'Espanya li va atorgar el Premi Nacional de les Lletres Espanyoles en reconeixement de la seva trajectòria literària i al conjunt de la seva obra.
Va morir el 8 d'abril de 2013 a Madrid.

## Obres

### Novel·la
- Congreso en Estocolmo, 1951.
- El río que nos lleva, 1961.
- El caballo desnudo, 1970.
- Octubre, octubre, 1981.
- La sonrisa etrusca, 1985.
- La vieja sirena, 1990.
- Real Sitio, 1993,
- La estatua de Adolfo Espejo, 1994,
- La sombra de los días, 1994,
- El amante lesbiano, 2000.
- La senda del drago 2006.

### Contes
- Mar al fondo, 1992.
- Mientras la tierra gira, 1993.

### Obres econòmiques
- Principios prácticos de localización industrial, 1957.
- Realidad económica y análisis estructural, 1959.
- Conciencia del subdesarrollo, 1973.
- Las fuerzas económicas de nuestro tiempo, 1967.
- Inflación: una versión completa, 1976.
- El mercado y la globalización, 2002.
- Los mongoles en Bagdad, 2003.
- Sobre política, mercado y convivencia, 2006

### Pamflets
- Indigneu-vos!, 2010 (pròleg)
- Reacciona, 2011 (primer capítol: Sota la catifa)

### Assaig
- Monte Sinaí. 1a ed..  [Barcelona]: Debolsillo, 2004. ISBN 9788497931953.